# TWIN CROSS
TWIN CROSS（ツインクロス）は、DANとTOSHIによるJ-POP, HIP-HOP,系のユニット。沖縄県出身。auオキナワミュージック★グランプリ2010グランプリ受賞(受賞曲は「My love song」)、 沖縄の国際通りにある高良レコードにてシングル売上記録を持つ。琉球新報によると、「切な暖かい」歌声であると表現されている。2010年12月23日にTwin-X名義で「Every goes」でNcube Recordsよりインディーズデビュー。2013年4月24日にTWIN CROSSに表記変更し「ただいま/NAMIDA」両A面シングルでTOY'S FACTORY Shimaレーベルよりメジャーデビュー。2016年5月1日に正式に解散。解散理由は看護専門学校への入学、看護への進路変更である。(デビューを機にメンバー全員が看護学校を中退している。DAN(vo.)とTOSHI(vo.)の出会いも看護学校であった(本人談)そうだ。)

## ディスコグラフィ

### シングル
|     | 発売日         | タイトル         | 規格品番   |
| --- | -------------- | ---------------- | ---------- |
| 1st | 2010年12月23日 | Every goes       | NCR-002    |
| 2nd | 2011年3月12日  | Hey Baby         | NCR-003    |
| 3rd | 2012年11月7日  | ただいま         | PPTT-8033  |
| 4th | 2013年4月24日  | ただいま/NAMIDA  | TFCC-89425 |
| 5th | 2013年10月16日 | 僕は君を笑わない | TFCC-89459 |
| 6th | 2014年3月22日  | ユメサクラ       | PPTF-8060  |

### アルバム
|            | 発売日         | タイトル         | 規格品番   |
| ---------- | -------------- | ---------------- | ---------- |
| 1st        | 2012年6月29日  | CROSS ROAD       | PPTF-8026  |
| mini album | 2014年10月29日 | ホワイトギフト。 | TFCC-86489 |

### オムニバス,コンピレーションアルバム
| タイトル                                               | 発売日           | 収録楽曲                              | 規格品番 |
| ------------------------------------------------------ | ---------------- | ------------------------------------- | -------- |
| Char Voice [*1] (琉球R&Bコンピレーション)              | 2010年７月２１日 | #1.朝が来るまで #4.for... #7.My dream |          |
| 新北風/minishi vol.1 [*2] (沖縄インディーズオムニバス) | 2010年８月４日   | #1.One Life #6.僕が、君を。           | NCR-001  |
| HAPPY DAYS mixed by DJ BABY-T                          | 2014年６月２５日 | #5.春夏秋冬 #19.ただいま              | SCMD-084 |

注釈）[*1,*2]はTwin-X名義時代の参加アルバム。

### メディア
ラジオ/レギュラー
FM沖縄(87.3MHz)で毎週金曜AM10:40〜放送の邦楽を中心に紹介する「blank J」でDJを担当していた。
テレビ出演
2015年
- 05/30：ひーぷー☆ホップ

2014年
- 01/18：BSフジ『One for All 2013』
- 06/02： 東京MX「ラフピー～沖縄国際映画祭への道～」
- 10/24：NHK沖縄 おきなわちゅらテレビ
- 10/28：TBS ライブB♪
- 11/08：沖縄テレビ「ひーぷー☆Hop」
- 11/08： 沖縄テレビ「ウィン♪ウィン♪」
- 11/17： 沖縄テレビ「ゆがふうふぅ」
- 11/21：RBC琉球放送　◆沖縄BON
- 12/09：メ～テレ「BOMBER-E」コメント出演

2013年
- 01/20：ＢＳフジ　「ONE for ALL」okinawa to tohoku ライブ
- 03/16： ＯＴＶ『ひーぷ☆ホップ』
- 05/04：ＯＴＶ『ウィン♪ウィン♪』番組エンド／ＰＶ『ＮＡＭＩＤＡ』ＯＡ
- 05/06~9：MRO北陸放送「MM6」コメントと”ただいま”PV
- 05/18：テレビ神奈川『音楽のまち・かわさき アジア交流音楽祭 2013』
- 05/25：石川テレビ 「N-18 凸」コメントO.A
- 06/10：MUSIC JAPAN TV「ブレイクNEO」コメントO.A.(リピート放送あり）
- 08/30：RBCラフピー
- 09/04：TOKYO MX ラフピー
- 10/02： MUSIC LAUCHER　チャンカワイのミュージックアカデミー
- 10/20：KTN “ミテ☆コレ”
- 10/31：NBCテレビ “MUSIC WOLF TV”
- 11/04：NIB “AIR”
- 11/10（日）MUSIC JAPAN TV「ブレイクNEO」コメントOA

2012年
- 05/12： TVK『音楽のまち・かわさきからアジアへ』放送
- 06/16：OTV　ひーぷ☆ホップ
- 06/16：OTV ウィン・ウィン
- 07/13：OTV oh！笑いけんさんぴん
- 08/25：OTV 【沖縄地区限定】24時間テレビ35愛は地球を救う～伝えたい音の力～
- 11/07：ミュージックランチャーチャンカワイのミュージックカアデミー
  - 全国22局（他：MUSIC JAPAN TV）にて
- 12/01：『ひーぷ☆ホップ』＠OTV

2011年
- 01/19：RBC TV「ちゅらぐるめ」
- 01/21：RBC琉球放送「ラフピー」
- 02/25：NHK沖縄放送「ナマからハイサイ」
- 03/05： OTV『ひーぷー☆ホップ』
- 04/12： OTV「Oh ! 笑いけんさんぴん」
- 09/16：RBC琉球放送「ラフピー」
- 10/06：『ウィン♪ウィン♪』＠OTV

ラジオ出演
2015年
- 01/12： TM沖縄　ゴールデンアワースペシャル公開生放送
- 03/30： ◆K-mix（静岡エフエム放送）「K-mix RADIOKIDS」
- 04/04：ROK「アイモコの音楽農園」おでかけ放送
- 04/25：ＣＢＣラジオ公開録音
- 04/26：RBCiラジオ公開生放送 「イオン那覇ショッピングセンターGWスペシャル」
- 05/15：RBC「MUSIC SHOWER Plus+」
- 05/29：FMとよみ「プロパン7のお笑い公民館 」

2014年
- 02/01：RBCiラジオ公開生放送「MUSIC SHOWER Plus+ in 本部八重岳さくらまつり」
- 02/08：FM沖縄　バレンタインスペシャル　　～ラブエール～
- 10/11：FM802 「SATURDAY AMUSIC ISLANDS」
- 10/22：FM NACK5「ラジオのアナ～ラジアナ」
- 10/22：RBC ミュージックシャワープラス+
- 10/22：FM沖縄 For PM
- 11/02：ラジオ沖縄「POPPOP！」
- 11/03：ラジオ沖縄「今週のライブラリー情報」
- 11/04：ラジオ沖縄「いつかのラジオデイズ」
- 11/05：MID-FM「MID Feeling Good Times Wednesday Music WOW!」
- 11/05：CBCラジオ「ナガオカ×スクランブル」
- 11/06：FM OSAKA 「遠藤　淳のYou’ve Got a Radio」
- 11/08：FM沖縄「TommyのぬちぐすいNight」
- 11/10：ZIP-FM「SMILE HEART BEAT」
- 11/12：α-STATION「KYOTO AIR LOUNGE」
- 11/12：K-mix「みんなの19HR!」ゲスト出
- 11/12：MBSラジオ「うたバッカ」コメント出演
- 11/13：FM滋賀「style!」コメント出演
- 11/13：FM滋賀「charge!」17時台ゲスト出演
- 11/14：FM802「Ciao!MUSICA」ゲスト出演
- 11/19：ラジオ大阪「代走みつくにのなんのこっちゃねミュージック！」コメント出演
- 11/18：FM沖縄「ラジダブ」
- 11/19：RBCiラジオ「スポーツフォーカル」
- 11/20：RBCiラジオ「ポニーテールリボンズのモアイランドしようぜっ！」
- 12/03：東海ラジオ「No idea!?」コメント出演
- 12/15：bayfm「BAYLINE Go!Go!」生ゲスト出演
- 12/21：ラジオ沖縄『マリンプラザ東浜6th Anniversary Live 』
- 12/31：RBC 笑うラジオに福来る2015

2013年
- 01/26：RBCiラジオ 公開生放送「カーゴス DE ラララ in はいさい市 スペシャル」
- 03/28：エフエム石川「Afternoon Cruise」
- 03/28：エフエム石川「Do it!」
- 04/01：エフエムとやま　「RADIO JAM」
- 04/05：MID-FM 14:00-18:00 『MID Feeling Good Times』
- 04/05：CBCラジオ　13:00-16:00『北野誠のズバリ』
- 04/05：FM AICHI『A-1 Countdown』
- 04/06；ZIP-FM 「SATURDAY GO AROUND」「SATURDAY GO AROUND」
- 04/16：FM-FUJI 「YOYOGI PIRATES」
- 04/19・20：エフエム石川「HELLO FIVE BOX」コメント出演
- 04/22： bayfm「MOZAIKU NIGHT～NO.1 MUSIC FACTORY～」生出演
- 04/27：ニッポン放送「TWIN CROSSのオールナイトニッポンR」
- 05/04：RBCiラジオ『Ｓｗｉｓｈ！』
- 05/04：RBCiラジオ カーゴス DE ラララ in はいさい市 公開生放送
- 05/12：ＲＯＫ『ナシルとよ〜ざ〜の島んちゅヂカラ』
- 05/14：東北放送『ロジャー大葉のラジオな気分』
- 05/16：α-STATION「SUNNYSIDE BALCONY」
- 05/23：FM滋賀「style!」コメントO.A
- 05/29：AIR-G' FM北海道『NOW&NEXT』
- 05/30：FM滋賀「charge!」
- 05/31：MBSラジオ「モーニングミックス」コメントO.A.
- 06/02：MRTラジオ宮崎放送「BOOM BOOM BOOM!」コメントO.A
- 06/03：FM福岡「MOVING MONTHLY STYLE」コメントO.
- 06/08：FM福岡「TREASURE TIMES」コメントO.A
- 06/10：HBCラジオ「カーナビラジオ午後一番!」コメントO.A
- 06/16：NBC長崎放送 22:00-22:30「MUSIC WOLF」コメントO.A
- 06/17：HBCラジオ 18:00～ 「WONDER RADIO」コメントO.A
- 06/20：FM NORTH WAVE 「Radio WE!」
- 07/15：FM AICHI SUMER STYLE SEASIDE FESTA in LAGUNA
- 09/30：福岡 CROSS FM　"TOGGY'S T.T."
- 10/01：RKBラジオ「 THE☆ヒット情報」
- 10/01：FM福岡「Hyper Night Program GOW!!」
- 10/01：LOVE FM「music×serendipity」
- 10/08：KBCラジオ”VERO Q”
- 10/16：CBCラジオ　「北野誠のズバリ」
- 10/16：FM AICHI　「EX　Station」
- 10/17：ZIP-FM　「PEACY.」
- 10/17：FM長崎 “SUNRISE STATION”
- 10/18：FM802 「Ciao! MUSICA」
- 10/23：α-STATION「SHIMANCHU-NU WAVE」ゲスト出演
- 10/23：エフエム戸塚「MUSIC HOT LINER」（再）10/26
- 10/23：FM長崎 “Lai Lai～来来”
- 10/30：FM沖縄　U COOL LAB
- 11/01：FM AICHI「BrandNewVibeのアスナルトレジャー」ゲスト出演
  - ※10月16日に行われた公開録音からのOA http://fma.co.jp/pc/program/asunal/
- 11/03：NBCラジオ “MUSIC WOLF”
- 11/08：NHK FM(関西地域) 「サウンドポケット なみはな」ゲスト出演
- 11/09：FM長崎 “ガクばん”
- 11/11：K-mix「RADIOKIDS」コメントOA
- 12/23：FM AICHI 「Music Wonder 2013 X’mas special !!」

2012年
- 02/24：RBCiラジオ「MUSIC SHOWER」ライブ in カーゴスギャラリー
- 05/18：NHK ＦＭ（沖縄）『沖縄ミュージックジャーニー』
- 05/06：FM沖縄　Radio dub
- 06/14：RBC RADIO『ミュージックシャワー プラス』
- 06/15：FM沖縄　ForPM
- 06/18：RBCiラジオ　リビドー
- 06/30：FM Yokohama「AIR CRUSE」
- 07/16：K-mix 「Radio the Boom」
- 08/06：FM AICHI「黒ちゃんのオンリーワンダフル」
- 08/09：ZIP-FM 『RADIO KICK』
- 08/20：ZIP-FM 「Smile deli 」
- 09/18：18:00~18:55 FM秋田「フリーク・ラッシュ」番組内でコメントO.A
- 09/19：17:00~17:50 FM岩手　「Posh！」番組内でコメントO.A
- 10/18・25：公開録音イベント“SUNSHINE SAKAE presents RADIO SPLASH”
- 11/15：mucic shower＠RBC
- 11/15：リポーズアフターアワーズ＠FM沖縄
- 11/19：ラジダブ@FM沖縄
- 12/14： FM沖縄　『ゴールデンアワー』 ゲスト出演

2011年
- 01/24：ＦＭ２１「ｈａｒｕｋａの今宵もハッスルｎｉｇｈｔ！」生演奏
- 01/29：NHK第一ラジオ「沖縄熱中倶楽部」全国O.A
- 03/02：RBCiラジオ「MUSIC SHOWER」
- 03/05：ROKラジオ「土曜の夜はスケールアウト」
- 03/11：タイフーンFM「マジカルミステリーツアー」
- 03/21：FM 沖縄 「ハッピーアイランド」「ゴールデンアワー」in サンエー経塚シティ 公開生放送
- 03/26：FM 沖縄「ライブプレジャー」
- 05/14：FM 沖縄　公開生放送「北陸大学presentsゆいまーる金沢そして沖縄」
- 06/01：FM 沖縄　「むとうありさの日々つらら」出演
- 06/03：FM 沖縄　Radio dub
- 06/11：FM 沖縄　「むとうありさの日々つらら」出演
- 06/15：RBCiラジオ「MUSIC SHOWER」
- 07/26：RBCiラジオ「MUSIC SHOWER」
- 08/06：RBCiラジオ「MUSIC SHOWER」
- 11/23：FM 沖縄 「ゴールデンアワー」in サンエー西原シティ 公開生放送
- 11/26：RBCiラジオ「チムどんぱあく」公開生放送＠イオン那覇
- 12/04：RBCiラジオ「マリンプラザあがり浜３周年クリスマス・マンスリースペシャル」

2010年
- 07/27：タイフーンfm「ヒトワク」
- 08/02：オキラジ「わったーシマ情報局」
- 08/02：FMコザ「あじくーたーラジオ」
- 08/03：FMたまん「夕暮れDoki 76Sunset」
- 08/04：FMとよみ「なかよしラジオ」
- 08/11：FM沖縄「Repose after hours」
- 09/23：RBCiラジオ「MUSIC SHOWER」生演奏
- 10/14：FMよみたん「Te-Da de show time!!」
- 10/09：RBCiラジオ「MUSIC SHOWER LIVE ! vol.10 / RBC王国ステ－ジ」生演奏
- 10/23：FM沖縄「ライブプレジャー」
- 11/12：FM沖縄「Radio dub」
- 12/05：FM東京「au ON AIR MUSIC CHART」生出演
- 12/14：タイフーンFM「ヒトワク」 FM沖縄「Radio dub」
- 12/15：FM沖縄「Repose after hours」
- 12/17：FM21「Qのひげ」
- 12/18：RBCiラジオ「土曜日のタマネギ」 電話出演
- 12/19：RBCiラジオ「マリンプラザあがり浜2周年クリスマスマンスリースペシャル」生演奏
- 12/21：FMよみたん「べにいも村イモーニング」／「シエスタ読谷FMランチ」 電話出演
- 12/22：RBCiラジオ「ミュージックシャワー」
- 12/31：ＦＭ沖縄「年越しスペシャル」生演奏

### タイアップ/パワープレイ
メジャーデビューシングル「ただいま/NAMIDA」から「ただいま」が全国FM局、TV局にてパワープレイに決定。
◆bayfm 4月後期「Midnight Power Play」
◆Fm yokohama　４月度後半「プライムカッツ」
◆文化放送 「レコメン チェック！」(4/15週～)
◆MID-FM(愛知) 「4月度HIGH POWER PLAY」
◆NACK5 4月後期 POWER PLAY
◆CBCラジオ いっしょに歌お！ＣＢＣラジオ４月のうた
◆東北放送 　4月度「TBCラジオイチオシパワープレイ」
◆エフエム滋賀　4月度「HOT STUFF」
◆エフエム石川　4月度「HELLO FIVE MUSIC PICK UP」　http://hellofive.jp/index.html
◆FM京都α-STATION 4月度「SMASH BREAK」　http://fm-kyoto.jp/powerplay/
◆岐阜エフエム　「G-POWER PLAY」
◆FM宮崎　「POWER PLAY」
◆FM長崎　「Smile Cuts」
◆FM徳島　「サウンドウェーブ」
◆FM愛媛　「ＪＯＥＵマンスリーパワープレイ」
【RADIO　番組内】
◆FM FUKUOKA「Hyper Night Program GOW!!」４月度GOW!!Monthly Hits!!　月～木16時30分～20時45分
◆FM FUKUOKA ｢Coca-Cola Station ～Groove ＆ Vibes～｣ 4月のエンディングテーマ曲
◆FM三重「EVENING COASTER」4月度マンスリー・エンディング
【TV】
◆TVA(テレビ愛知）「a-ha-N」4月度　power play 毎週日曜　24:35～
◆MBSテレビ「mm-TV」　4/8週～
◆テレビ神奈川「mm-TV」4/12(金）25:00～
◆NIB(長崎国際テレビ)　「AIR」4月度 Catch up!　毎週月曜日 24:59～25:29
◆RBCテレビ　 毎週土曜日　『沖縄BON!』12月度エンディングテーマに決定！  
(Ncube Entertainment サイト内 TWIN CROSSページより)
その他
・「AKIRAMENAI(『ホワイトギフト。』収録)」がRBC『沖縄BON!!』毎週土曜日　12:00～12：57
2015年1月度EDテーマ曲に起用される。
・「誰かのサンタクロース(『ホワイトギフト。』収録)」がRBC iRadio2014年12月SHOWER PUSH♪に起用される。
・「ユメサクラ」が琉球放送「沖縄BON!!」の2014年４月エンディングテーマソングに起用される。

### USEN,その他チャート
＞＞ただいま
USEN インディーズ 総合チャート1位獲得　2013.11.7付
＞＞君のために捧ぐうた
USEN インディーズ 総合チャート1位獲得　2012.6.20付
USEN 2012上半期インディーズ 総合ランキング5位
オリコン週間インディーズチャート初登場11位　2012.7/2付
＞＞CROSS ROAD
iTunes アルバムチャート最高位6位獲得